# Antinukleäre Antikörper
Der Begriff antinukleäre Antikörper (kurz ANA; englisch antinuclear antibodies) oder antinukleärer Faktor (ANF) steht für die Gesamtheit aller Autoantikörper gegen Antigene im Zellkern. Der genaue Weg, auf dem es zur Bildung von Autoantikörpern kommt, ist nach wie vor unbekannt.
Im Blut zirkulierende Autoantikörper wie die ANA können durch den Indirekten Immunfluoreszenztest nachgewiesen und semiquantitativ bestimmt werden.

## Krankheiten
Krankheiten, die oft mit einem erhöhten ANA-Titer einhergehen, sind z. B.
- Autoimmunerkrankungen
  - aus dem Bereich der Kollagenosen
    - Systemischer Lupus Erythematodes (SLE)
    - Polymyositis und Dermatomyositis
    - Sjögren-Syndrom
    - CREST-Syndrom
    - Sklerodermie
    - Rheumatoide Arthritis (primär chronische Polyarthritis, PCP)
    - Sharp-Syndrom (sog. Mischkollagenose)

  - Einige Vaskulitiden (u. a. Panarteriitis nodosa in 15–25 %[1][2])
  - chronische Autoimmunhepatitis in 25–33 %[1][2]
  - Psoriasisarthritis in ca. 15 %[1][2]
- Sarkoidose in ca. 5–30 %[1][2]
- Myasthenia gravis in 40–60 %[1][2]
- Lungenfibrose, fibrosierende Alveolitis in 20–40 %[1][2]
- Diverse Neoplasien[1][2]
- Gesunde Verwandte von Lupus-erythematodes-Patienten altersunabhängig in ca. 25 %[1][2]

Auch gesunde Personen über 60 Jahre haben in 5–30 % niedrig titrige ANA (unter 60 Jahre nur in 0–5 %).

## Immunfluoreszenztest (IFT)

### Direkter IFT
Zum Nachweis gewebe- oder zellständiger Antigene werden die zu untersuchenden Zellen mit fluoreszierenden Antikörpern überschichtet und nach Entfernung überschüssiger Antikörper unter dem Fluoreszenzmikroskop beurteilt.

### Indirekter IFT (IIFT)
Zum Nachweis von Serumantikörpern (wie ANA) werden Zellkerne von gesundem Testgewebe mit dem Patientenserum versetzt. Falls das Serum ANA enthält, binden diese an den Zellkernen. Die dabei entstehenden Antigen-Antikörper-Komplexe werden mit einem fluoreszierenden Sekundärantikörper markiert. Unter dem Fluoreszenzmikroskop zeigt sich dann ein Fluoreszenzmuster, das auf bestimmte Krankheitsspezifitäten hinweist. Dies erleichtert eine Differentialdiagnose der in Frage stehenden Erkrankungen.
Die größte Verdünnung des Patientenserums, die gerade noch eine Fluoreszenz zeigt, wird als Titer der ANA bezeichnet. Der Normalwert liegt unter 1 : 100, oder unter 1 : 160, wobei 3 % der gesunden Menschen einen Titer von 1 : 320 haben. Bei Titern größer 1:80 wird das Fluoreszenzmuster und die daraus resultierende Assoziation zu den jeweiligen Erkrankungen angegeben, außerdem das benutzte Testgewebe, z. B. ANA IgG IFT (HEp2) 1:320.